# エンジンスワップ
エンジンスワップ（英語: Engine Swap）とは、乗り物（特に自動車）の性能向上を目的に元来搭載されているエンジンを取り外し、別のエンジンに載せ換えることを言う。

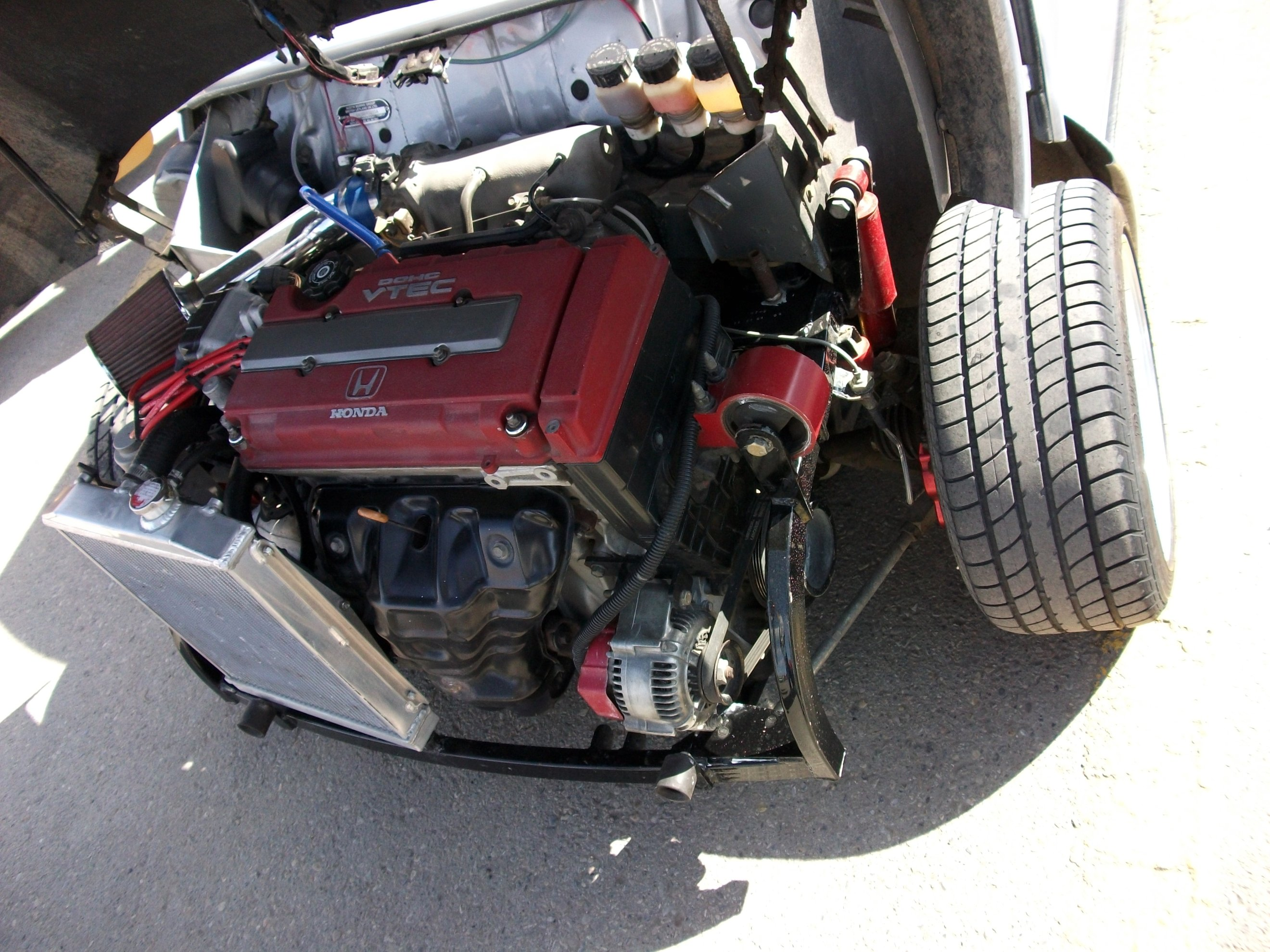
オースチン・ミニにホンダVTECエンジンを載せた例

## 概要
自動車におけるエンジンスワップは、性能向上を目的としてより大きい排気量・強力な出力のエンジンに載せ替えることが特にポピュラーであり、チューニングにおいてしばしば見られる手法である。また、修理や環境対応などを目的に行われる場合もある。
設計や構造の異なるエンジンに載せ替えるため、多くの場合エンジンマウントやプロペラシャフト等の加工、組み合わせるトランスミッションの検討、エンジン制御を担うECUの再セッティングなどの様々な作業が必要になる。ただし、基本設計を共有する車種・エンジン間であれば比較的容易に行える場合も多い。ケースによっては車体を大きく加工する必要もあり、その作業工数は場合によって開きがある。
日本においては、異なる型式のエンジンに載せ替えた場合は構造変更申請を行い、車検を取り直して車検証の記載内容を書き換える必要もある。そのため日本ではそれほど一般的ではないが、これらの手続きが煩雑でない海外では比較的よく見られるチューニングである。
「エンジンスワップ」という語は一般的には自動車に関して使用されるが、本記事では鉄道車両、航空機、船舶におけるエンジン交換に関しても扱う。

## バリエーション

### 同系車種・エンジン間
最もポピュラーといえるエンジンスワップである。車種やエンジンによるが、大規模な加工などの作業を伴わず行うことができる場合もあり、車検証上のエンジン型式が同じであれば構造変更申請も不要である。
- 例
  - トヨタ・A型エンジン(3A/5A→4A-GE(4バルブ)→4A-GZE(S/C)、4A-GE(5V))間のアップグレード。トヨタ・カローラ系列の1.5 Lエンジン搭載車に、1.6 Lエンジンの4A-GEを換装（例：AE85改AE86）。また、4バルブの4A-GEを搭載するAE86に、AE101やAE111に搭載された5バルブの4A-GEを換装。
  - トヨタ系直6エンジン(G型、M型→JZ型NA(1JZ-GE/2JZ-GE)→ターボ(1JZ-GTE/2JZ-GTE))間のアップグレード。 トヨタ・マークII(/チェイサー/クレスタ/ヴェロッサ/クレシーダ)のNA車にターボを換装。
  - 日産・RBエンジン間でのアップグレード(RB20DE(T)→RB25DET→RB26DETTなど)。スカイライン、セフィーロやローレルなどにみられる。
  - 日産・CA18DE(T)→SR20DE(NA)→SR20DET(ターボ)へのアップグレード。S13以降のシルビア、180SXがメジャーだが、SRに関してはRB20搭載車のスカイライン、ローレル、セフィーロだけではなく、横置き車種でも日産・プリメーラ（P10）の4WD車「T4」などNA車にN14パルサーGTI-RやU12ブルーバードのターボ仕様を載せる例がある。
  - ホンダ・B型エンジン(主にDOHC VTECのB16A→B16B→B18C)間でのアップグレード。シビック/CR-Xに、インテグラType-Rのものを換装するなど。また、B型エンジン世代のホンダ車に一世代新しく、B18Cよりも軽量なK型エンジンを換装することもみられる。[3]
  - 三菱・ミラージュ/ランサー系統車種での｢ランエボ化(4G63)｣。ミラージュ[4]や東南汽車・リオンセル[5]などの例がある。
  - スズキ・K6AのNAからターボへのアップグレード。装備が簡略で軽量なスズキ・アルトのバン仕様（NA車）にターボ仕様を換装。製作したKCテクニカはその軽さから「ワークスを超える」とまで喧伝している[6]
  - ダイハツ・EF系・KF系NAエンジン（EF-SE、EF-VE、KF-VEなど）搭載モデルにターボエンジン（EF-DET、KF-DET、JB-DET、K3-VET）を換装[7][8]。

### 異なる系列の車種・エンジン間
同系車種・エンジン間と比べ、作業や構造変更申請の手間がかかることが多い。しばしば異なるメーカーの車種間で行われるばかりか、時には自動車にバイク用のエンジンを搭載する例まで見られる。
- 例
  - 日産・ダットサントラックやトヨタ・ハイラックスにSR20DETを搭載[9]。
  - ヒュンダイ・エラントラに4G63を搭載[5]。
  - 日産・シルビアに2JZ-GTEエンジンを換装。同エンジンはチューニングによる高出力化が容易であるとともに耐久性にも優れることから、D1グランプリなどのドリフト競技ではポピュラーなエンジンスワップである[10]。
  - 日産・ブルーバード（510）にユーノス・コスモの20Bロータリーエンジンを搭載[11]。
  - 三菱・ミニカにカワサキ・ニンジャZX-9Rやスズキ・GSX1300Rハヤブサのエンジンを載せる[12]。

## 背景・目的
基本的には自動車の基本性能（最高出力/トルク、燃費、エミッション、耐久性等）を向上させるためにより高性能なエンジンに載せ替える、というパターンが多いが、それ以外にも様々な背景がある。

### 基本性能の向上
- 動力性能の向上[14]
- パワーウェイトレシオを追求し、軽量な低グレード車にホットモデルの高性能エンジンを載せる（先述したスズキ・アルトのバン仕様へのターボエンジン搭載など）
- 低公害化・低燃費化[14]

### 元々のエンジンの継続使用の困難
- 排ガス規制で使用している車両に使用規制（例えばいわゆる自動車NOx・PM法）がかかり、それに対応（＝環境性能の向上）するために規制基準を満たす環境性能のエンジンを換装する。
- 元来使用している燃料が入手困難または高価になったことによるもの。ガソリンの無鉛化が進められていた時期には、有鉛ガソリンを指定されていた車種において無鉛化対応済みのエンジンにスワップすることもあった。
- 旧車においては、部品供給終息への不安を解消するために、世代が新しいエンジンへのスワップが行われることがある[13]。en:Automobile engine replacementも参照。

### コンバージョンEVの制作
フリートユーザーにおけるEV導入コスト削減策として行われるケースがみられるほか、旧車のレストモッドの手法としても取り入れられることがある。
- SGホールディングスは「ボディはキレイだが、エンジン等が先に寿命を迎えてしまった」ために廃車や部品取りにせざるを得なくなった軽トラックを有効活用しようとコンバージョンEVの製作を試みたことがある。（ただし車種別の開発が必要であるがゆえコスト面で断念している）[15][16]
- 一方、西鉄バスにおいては60万 kmオーバーのバスをコンバージョンEV化しているが、この背景には（上述の佐川のケースとは異なり）EVバスの導入コスト（脱炭素を実現しようにも新型コロナウイルス流行で経営が厳しかったところに、1台4000万円・保有車両の1割だけ代替するのにも100億円かかるとしていた）があり、コンバージョンEV制作によりコストを3割抑えることができるという。[17]

### 箱替え
- ある車両のモノコックが破損・老朽化した際、その交換用ボディとして同系の廉価/量販グレードを安価に入手し、元のエンジンや駆動系を移植することを俗に「箱替え」（はこがえ）という。特に高価、あるいは希少なホットモデルで行われることが多い。名目は逆であるが行う作業は同様である。
  - 「マークII3兄弟（マークII・チェイサー・クレスタ）」の「ツアラーV」（ターボエンジンの1JZ-GTEを搭載し、ドリ車として需要が高い）がクラッシュした際、NAエンジンを搭載する「グランデ（マークII）」「アバンテ（チェイサー）」「エクシード（クレスタ）」といったグレードの車両を入手し、1JZ-GTEエンジンや駆動系、足回りを移植する。
  - ランサーエボリューションVがクラッシュした際、ミラージュのボディを交換用として安く入手し、ランサーエボリューションの部品を総移植する[4]。

### 特定の仕様・グレードの再現
- 同一形式の車種でも市場や年式、ボディタイプなどにより高性能エンジンが設定されていない場合があり、その場合はエンジンスワップが行われることがある。
  - 日本仕様車がベースの場合、この例にはトヨタ・アルテッツァ[注 1]やE120系トヨタ・カローラセダン[注 2]、E160系カローラアクシオ[注 3]、H42/47系三菱・ミニカ[注 4]などがある。
  - 海外仕様車や現地生産車がベースとなる場合としては、(日本名)三菱・ランサー[注 5]/ミラージュ[注 6]、スズキ・アルト[注 7]、ダイハツ・ミラ[注 8]、トヨタ・マークII/クレスタ[注 9]などがある。

- また、当該市場で販売していたとしていても、上述の｢箱替え｣や｢85改86｣のようにそのグレードの中古車価格が他のグレードと比較して著しく高額だった場合や程度が悪い場合、希少な場合はエンジンスワップは安価または良質な車両を作ることができる手段の一つとなりうる。[18]
  - 特に新興国や途上国にあたる地域（ただしこれらの地域に限った話ではなく、車種によってはいわゆる先進国でも間々ある）では、自動車の国産化に力を入れる関係で、完成車輸入に高額の関税が掛けられていたり中古車の輸入が規制されたりしている国がある[注 10]。一方、国によっては現地ブランドはもとより、海外ブランドであっても自国の工場で生産していれば国産車と見なされ関税が免除される[5]。そのため、以下の事例のように中古エンジンを輸入し載せ替え、人気だが国内では手が届かない・購入できないグレード・仕様を再現することがある。
    - ランエボのドライブトレーンを東南汽車・リオンセル(ランサーの中国現地生産車)に移植した｢リオンセル・エボリューション｣[5]
    - オーストラリア仕様のクレシーダに日本仕様のチェイサーの1JZ-GTEツインターボを換装した｢クレシーダ2.5GTツインターボ｣[19]
    - 日本の解体屋が、スワップ用部品取りにされることを前提にハーフカット[注 11]にしたDC2インテグラタイプRとミラターボの輸出用中古車の例[20]。
    - 日産・シルビア/180SXの場合、アメリカ仕様車(240SX)にはSR20ではなくKA24が搭載されているため、よりハイパワーでチューニングもしやすいSR20を輸入するか、現地ではポピュラーなK型エンジンやビッグ3のV型8気筒エンジンへの載せ替える場合がある。[注 12]

## 法規制
シリンダーブロックに刻印されている型式と車検証上の型式が一致すれば構造変更申請は不要である。ただし、載せ替えるエンジンの排ガス記号（車両型式の前につくE-、GF-、DBA-などの文字列）より元々車両に搭載されているエンジンの排ガス記号の方が古くなる場合、公認取得が必要になる。
型式の異なるエンジンを載せ替える場合や、排ガス記号燃料の種類を変更する場合は、改造後に排気ガス規制を満たすことを証明する書類が必要となる。
また、原則として車台の製造時期の保安基準が適用されることから、550 cc規格以前の軽自動車のエンジンを現行規格の660 ccのものに載せ替えた場合、車台の製造時期の軽自動車規格を逸脱するため普通車（登録車）として扱われる。その場合は排気ガス規制値や車体強度（衝突安全性）なども登録車の保安基準が適用されることとなり、搭載するエンジンのほか、車型や生産年次によっては登録を行えないケースも存在する。

## 鉄道車両におけるエンジン交換
自動車の場合と同様、鉄道車両においてもエンジンの交換が行われることがある。理由としては、
- 車両の走行性能向上
- 低燃費化によるランニングコストの低減

が挙げられる。
特に、気動車では長らく国鉄設計によるディーゼルエンジン（DMH17系・DMF15系・DML30系）が用いられたが、これらは基礎設計が第二次大戦以前に行われた高燃費で低出力、熱効率の悪い物であった。国鉄最末期から分割民営化直後にかけてカミンズ・小松製作所・新潟鐵工所の3社の参加でコンペが行われ（いずれも直列6気筒・ターボ付）、JR各社の新型気動車だけでなく既存の国鉄型気動車も性能向上と延命を図るため3社の新型エンジンへの交換が行われた。
特に印象的な事例として次の2例が挙げられる。
JR東日本が『アルカディア』号の火災事故を起こした際、当時の会長でエンジン技術者出身の山下勇が原因となったDMH17系エンジンの図面を見て「おい、このエンジンは戦前の設計だぞ」と驚愕し、急ぎこのエンジンを搭載する全車両のエンジン交換に取り掛からせた。（詳細は山下勇#逸話を参照）

また、九州で用いられたキハ66系気動車では、DML30系エンジンのオーバーヒート対策として屋根上に強制通風式の巨大なラジエーターが搭載され、その後も追加の強化改造が施された。しかし、機関換装によりDML30系が降ろされたことでオーバーヒート問題が解消されたため屋根上のラジエーターが撤去された。また、屋根上のラジエーターの撤去と機関自体のサイズダウンによって車重が軽くなり、新エンジンの出力自体はDML30系より下がったものの走行性能は向上した。
気動車では自動車と異なり、エンジンが車体内部ではなく床下から吊り下げられ露出しているため、交換が比較的容易である。（ディーゼル機関車は内蔵式）

## 航空機におけるエンジン交換
有鉛ガソリンである航空用ガソリンは、日本では給油できる飛行場が減少し、価格も上昇している。そのため、より安価で給油できる場所が多いジェット燃料が使える航空用ディーゼルエンジンを販売するメーカー（Technify Motorsなど）の製品に換装する事業者もある。
また、ダグラス DC-8の静粛性と燃費の向上を狙って、プラット・アンド・ホイットニーのJT3Dを搭載したDC-8-60シリーズのエンジンをCFMインターナショナルのCFM56に換装し、DC-8-70シリーズとした例も見られる。

## 船舶におけるエンジン交換
漁船などの小型船舶においても、エンジンの経年劣化に伴うエンジン交換がしばしば行われる。とりわけ船舶の場合、自動車とは異なり大抵は船体とエンジンの製造元は別の会社であり、メンテナンスコストの低減とパワーアップの両立を狙ってエンジン交換が行われる。